# Diclidanthera octandra
Diclidanthera octandra là một loài thực vật có hoa trong họ Polygalaceae. Loài này được Gleason mô tả khoa học đầu tiên năm 1934.